# Брігітт Куйперс
Брігітт Куйперс (англ. Brigitte Cuypers; нар. 3 грудня 1955) — колишня південноафриканська тенісистка.
Здобула 3 одиночні та 3 парні титули.
Найвищим досягненням на турнірах Великого шолома був чвертьфінал в парному розряді.

## Фінали за кар'єру

### Одиночний розряд: 8 (3–5)
| Результат | Ранг | Дата     | Турнір                                         | Покриття | Суперниця         | Рахунок            |
| --------- | ---- | -------- | ---------------------------------------------- | -------- | ----------------- | ------------------ |
| Поразка   | 1.   | Чер 1973 | Chichester Турнір, Англія                      | Трава    | Діанне Фромгольтц | 1–6, 0–6           |
| Поразка   | 2.   | Лис 1975 | South African Open (теніс) 1975, Johannesburg  | Тверде   | Аннетт ван Зіль   | 3–6, 6–3, 4–6      |
| Поразка   | 3.   | Сер 1976 | U.S. Clay Court Open, Indianapolis             | Тверде   | Кеті Мей          | 4–6, 6–4, 2–6      |
| Перемога  | 4.   | Лис 1976 | South African Open (tennis) 1976, Johannesburg | Тверде   | Лора Дюпонт       | 6–7(5–7), 6–4, 6–1 |
| Поразка   | 5.   | Гру 1977 | South African Open (теніс) 1977, Johannesburg  | Тверде   | Лінкі Бошофф      | 1–6, 4–6           |
| Перемога  | 6.   | Гру 1978 | South African Open, Johannesburg               | Тверде   | Лінда Сігел       | 6–1, 6–0           |
| Поразка   | 7.   | Сер 1979 | Гравчиня's Canadian Open 1979, Toronto         | Тверде   | Лора Дюпонт       | 4–6, 7–6(7–3), 1–6 |
| Перемога  | 8.   | Гру 1979 | South African Open, Johannesburg               | Тверде   | Таня Гартфорд     | 7–6, 6–2           |

### Парний розряд: 3 (3 перемоги)
| Результат | Ранг | Дата     | Турнір                                         | Покриття  | Партнерка      | Суперниця                       | Рахунок       |
| --------- | ---- | -------- | ---------------------------------------------- | --------- | -------------- | ------------------------------- | ------------- |
| Перемога  | 1.   | Лют 1976 | Virginia Slims of Akron 1976, Richfield (Ohio) | Килим (i) | Енн Геррант    | Глініс Коулс Флоренца Міхай     | 6–4, 7–6      |
| Перемога  | 2.   | Чер 1976 | Kent Championships, Beckenham                  | Трава     | Аннетт Дю Плуї | Наталія Чмирьова Ольга Морозова | 9–7, 6–4      |
| Перемога  | 3.   | Тра 1977 | Internazionali d'Italia 1977, Rome             | Ґрунт     | Маріс Крюгер   | Банні Бранінг Шерон Волш        | 3–6, 7–5, 6–2 |